# Campagne de Burnside en Caroline du Nord
Batailles
Campagne de Burnside en Caroline du Nord
- Roanoke Island
- Elizabeth City
- New Burn
- South Mills
- Fort Macon
- Tranter's Creek

La campagne de Burnside en Caroline du Nord est une série de manœuvres militaires et de combats qui ont eu lieu pendant la guerre de Sécession sur les côtes de Caroline du Nord, entre février et juin 1862, dans le cadre du Plan Anaconda conçu par Winfield Scott. L'opération visait les ports situés dans les lagunes de la côte de Caroline du Nord, qui servaient à la fois de refuges aux forceurs de blocus et de « porte de derrière » à la Confédération.
La campagne fut une opération amphibie menée par des troupes unionistes venues de Nouvelle-Angleterre, sous la direction du brigadier-général Ambrose E. Burnside, avec l’assistance du North Atlantic Blockading Squadron (Escadre de Blocus de l’Atlantique Nord) sous le capitaine Louis M. Goldsborough (en).

## Contexte de l'expédition

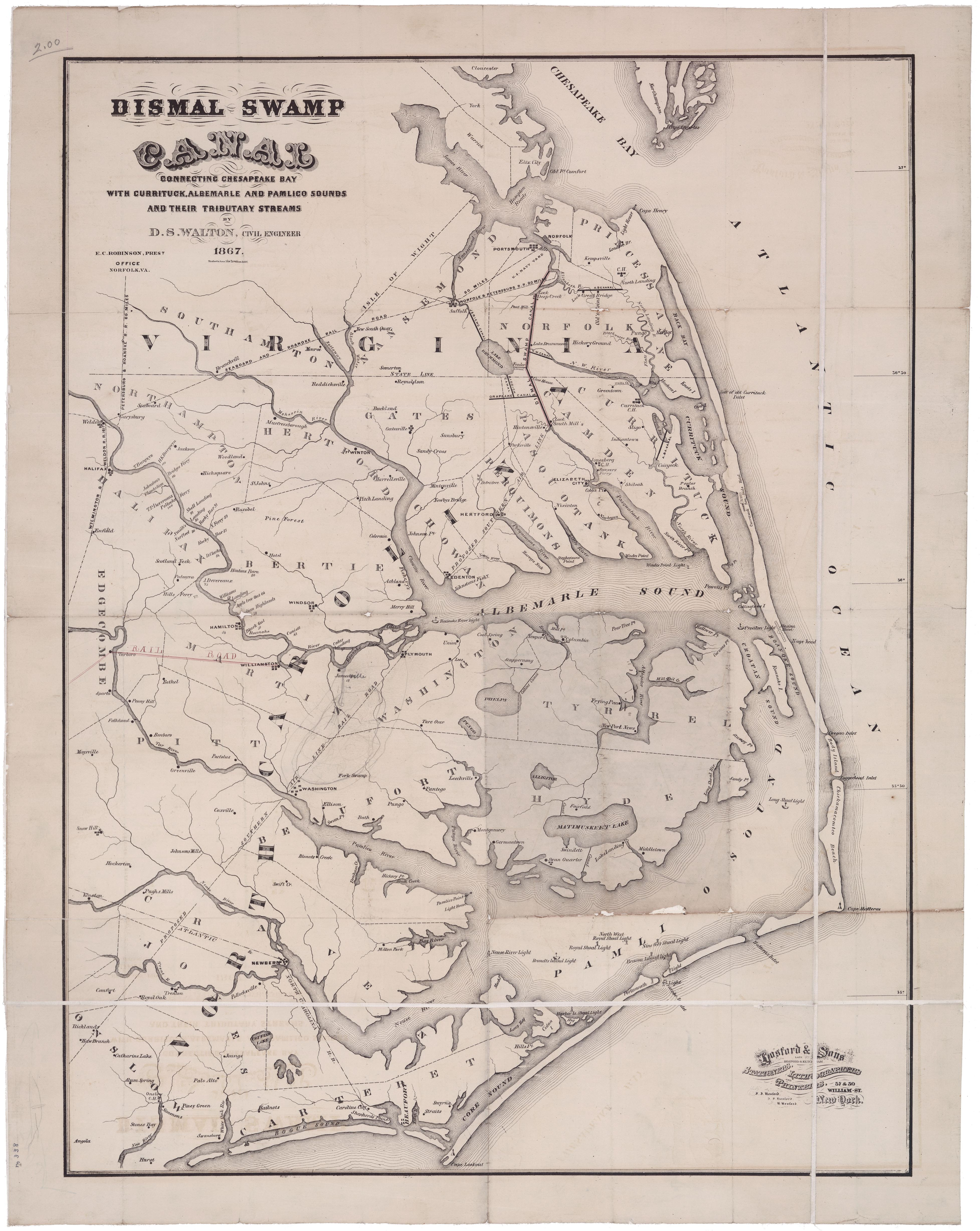
Carte dressée par D.S. Walton en 1867 et couvrant le théâtre de la campagne de Burnside en Caroline du Nord. Le Cap Hatteras fait saillie en bas à droite. On distingue, à l'ouest, les sounds de Pamlico (au sud) et d'Albermale (au nord) séparés par l'île Roanoke et bordés de leur chapelet d'îles, percé de passages (inlets, dont Hatteras inlet) ouvrant sur l'Océan. Au nord, la frontière avec la Virginie, le complexe portuaire de Norfolk-Hampton Roads-Portsmouth, situé à l'embouchure de la James River et donnant sur la baie de Chesapeake, mais également pourvu d'une « porte de derrière », le canal de Dismal Swamp débouchant dans l'Albermale Sound. En bas de la carte à gauche, sur l'embouchure de la Neuse, la ville de New Bern et la ligne de chemin de fer du North Carolina Railroad. Parmi les objectifs secondaires de la campagne de Burnside, Beaufort est représenté, mais ni Fort Macon, ni Morehead City, tout proches, ne figurent sur la carte.

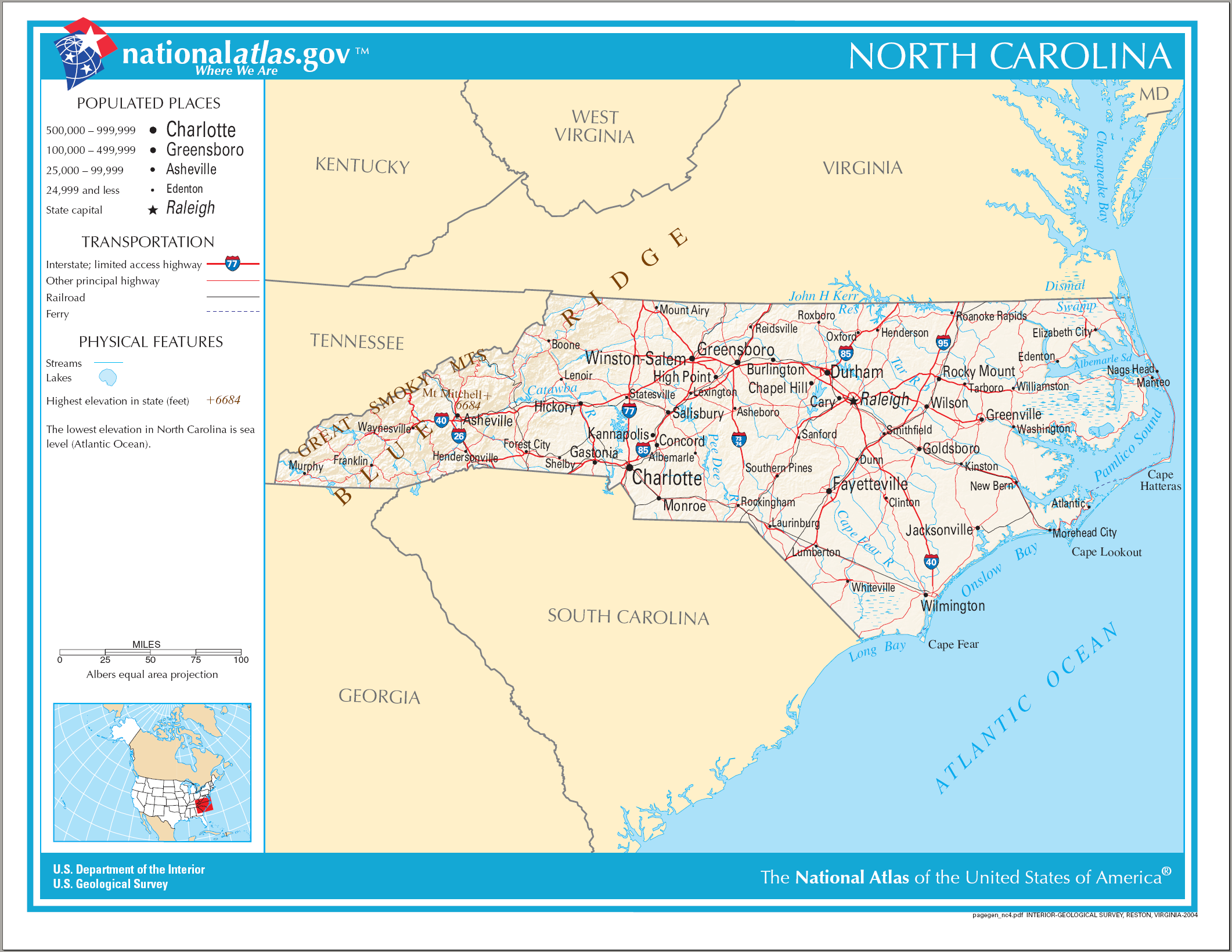
Les côtes de Caroline du Nord et leur mer intérieure (ou sounds) fournissaient un abri sûr aux forceurs de blocus et aux corsaires confédérés. De plus elles étaient fort proches de la zone dite Tidewater Virginia (côte basse soumise aux marées de Virginie) et du grand port de guerre de Hampton Roads. Il était donc logique pour les Nordistes de s'en assurer la possession.

À la fin du mois d'août 1861, le major-général Benjamin Franklin Butler (un des généraux « politiques » de l'Union nommés grâce à leurs relations) et le flag officer Silas H. Stringham avaient uni les forces de l’US Army et celles de l’US Navy, lors de la Bataille des Hatteras Inlet Batteries, pour capturer les Forts Hatteras et Clark qui gardaient le chenal d'entrée de Pamlico Sound (la Baie de Pamlico) et la côte de Caroline du Nord. Plusieurs mois passèrent avant que le haut commandement nordiste ne pense à exploiter cet avantage. Butler et Stringham arrivèrent finalement à persuader Gideon Welles, Secretary of Navy (ministre de la Marine), d’envoyer une garnison sur l’île Hatteras afin de conserver l'avantage acquis.

## Intérêt stratégique de la campagne

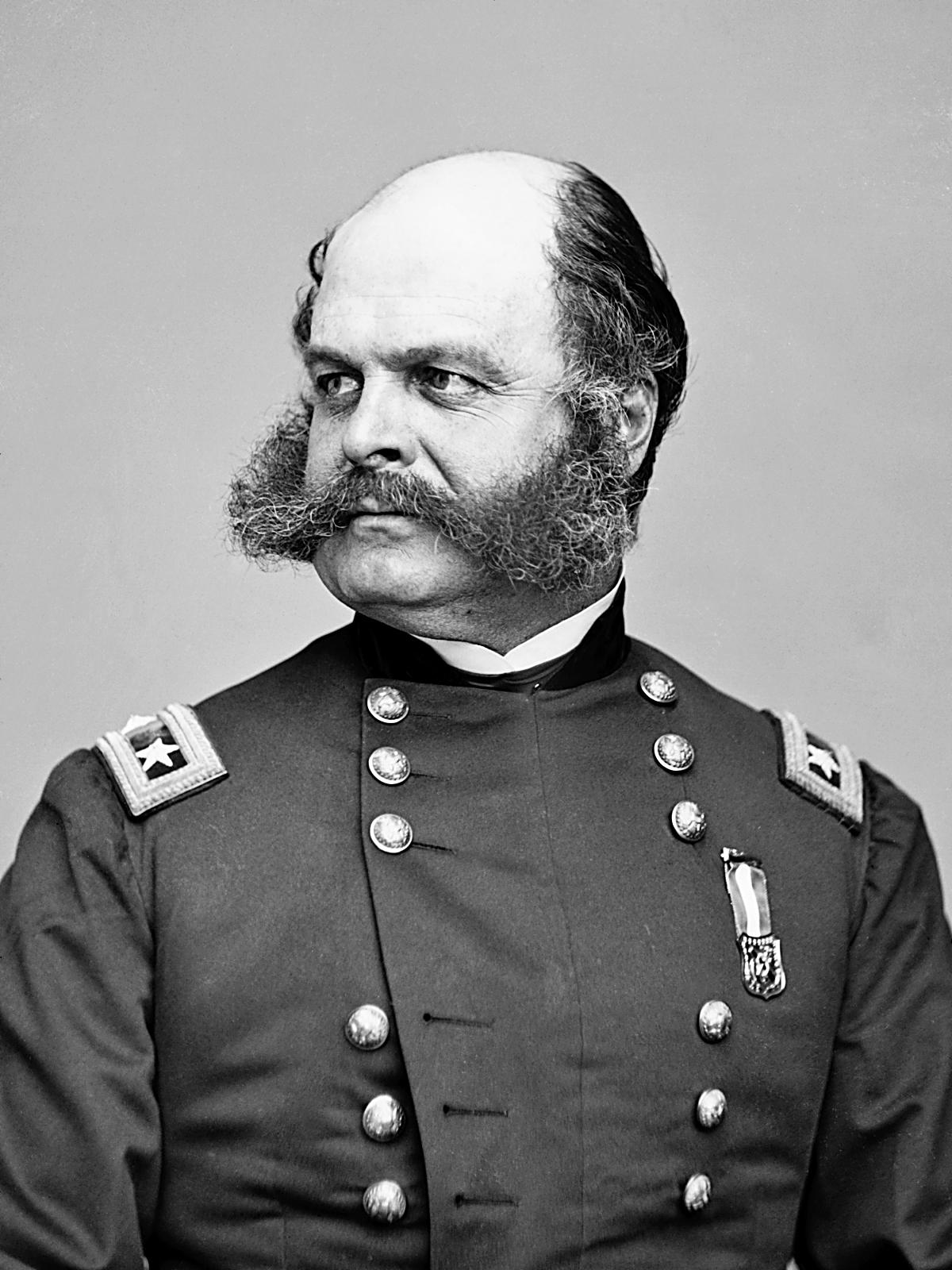
Le brigadier-général Ambrose Everett Burnside à l'époque de ses succès (photographie par Mathew Brady).

La principale caractéristique géophysique du nord-est de la Caroline du Nord est la présence d'une immense lagune (les sounds) qui s’étend entre la terre ferme, à l’ouest, et à l'est, un ruban d’îles plates et étroites la séparant du large, les Outer Banks, qui se rejoignent au sud pour former le Cap Hatteras. Cette vaste étendue d’eau saumâtre ou salée, peu profonde et très découpée se divise en deux zones : au sud la baie de Pamlico, au nord la baie d'Albemarle (qui remonte jusqu’à la Virginie), et le Currituck Sound. Un goulet relie les sounds de Pamlico et d’Albemarle; il fait 16 km de long, sur 6 km de large. Mais l’île Roanoke (16 km de long sur 3,3 km de large) placée en son milieu, réduit le passage ouest à un goulet, le Croatan Sound ; le passage est, plus étroit et moins profond, est appelé le Roanoke Sound). Des villes de moyenne importance bordent les sounds de Caroline du Nord : New Bern, Washington, Beaufort, Edenton, Elizabeth City. D’autres localités se trouvent plus en amont, sur les rivières qui se jettent dans les sounds, et sont, elles aussi accessibles par voie d’eau, comme le tiers oriental de l’État.
Si l’administration de Lincoln ne voyait pas l’utilité d’envahir la Caroline du Nord à partir des côtes, le général-en-chef George B. McClellan y était au contraire favorable. Il persuada le président Abraham Lincoln, qui autorisa l’opération et nomma à sa tête le brigadier-général Ambrose E. Burnside. Une diversion sur le flanc des Confédérés, alors que leur capitale Richmond allait être assiégée lors de la grande campagne de la Péninsule lancée par George B. McClellan, ne pouvait en effet qu'aider les intérêts de l'Union. Il existait par ailleurs au Nord la notion que la Caroline du Nord était un maillon faible de la Confédération (contrairement à la Caroline du Sud), et que, ayant fait sécession sous la contrainte et malgré une opinion publique plutôt favorable à l’Union, elle serait une conquête facile.
Par ailleurs le théâtre sur lequel Burnside se proposait de faire campagne bordait au sud la Virginie et en particulier; la zone dite "Tidewater Virginia" (côte basse soumise aux marées) où se trouvait le grand port de guerre de Norfolk (alors aux mains des Confédérés) et de l’embouchure de la baie de Chesapeake, plan d’eau stratégique d'importance vitale pour l'Union. De plus l’île Roanoke étant le lieu historique de fondation d'une des premières colonies en Amérique, sa conquête consoliderait l'effet psychologique positif pour l’Union déjà obtenu, l'année précédente, par une victoire facile à Hatteras Inlet. L'Union avait bien besoin de bonnes nouvelles, après la terrible défaite subie à la Première bataille de Bull Run. Enfin, la prise des sounds empêcherait définitivement les forceurs de blocus et la Confédération d’utiliser ce dédale maritime pour échapper au blocus de l'Union.
Pendant la plus grande partie de 1861 les lagunes de Caroline du Nord étaient restés aux mains des Confédérés, et leurs navires circulaient donc librement dans l’est de la Caroline du Nord. Et tant que les sounds étaient tenus par les Confédérés, le port de Norfolk, situé en Virginie, mais relié aux sounds de Caroline par deux canaux (Albemarle & Chesapeake Canal et Canal de Dismal Swamp ne souffrait pas du blocus établi par l'Union à l’entrée de la Baie de Chesapeake. La perte de l’île Hatteras lors de la Bataille des Hatteras Inlet Batteries en août 1861 n’avait pas trop affecté cet état de choses : l’Union avait certes gagné l’accès à la lagune de Pamlico, mais d’une part elle ne pouvait pas y faire passer de vaisseaux de haut bord (le chenal d' Hatteras Inlet n’étant pas assez profond), et d’autre part l’île Roanoke bloquait la progression de plus petites unités vers le nord. Le brigadier-général Henry A. Wise, commandant la garnison confédérée de l’île Roanoke avait signalé à sa hiérarchie l’importance stratégique de l’île et avait demandé avec insistance qu’on lui envoie des renforts : il était clair que l’île Roanoke était en effet la clé des sounds.

## Constitution du corps expéditionnaire
Burnside prit soin de ne pas demander d’hommes à l’Armée du Potomac que McClellan conduisait vers sa campagne de la Péninsule, et se mit à rechercher des recrues dans les régiments formés en Nouvelle-Angleterre : il pensait que ces soldats, rustiques et accoutumés à vivre au bord de l’Atlantique Nord, seraient beaucoup plus efficaces.
Le corps de troupe de Burnside, appelé la "Coast Division", était formé de trois brigades commandées par des amis qu’il avait connus au temps de sa formation à l’Académie militaire de West Point : les brigadiers-généraux John G. Foster (1re Brigade), Jesse L. Reno (2e Brigade), et John G. Parke (3e brigade).

## Début de la campagne
En janvier 1862 les 12 000 hommes de Burnside embarquent à Fort Monroe sur une flottille composée de bâtiments de fortune et rejoint la passe de Hatteras Inlet malgré le mauvais temps (le 13 janvier, une tempête disperse les navires nordistes et coule trois d'entre eux).
Le premier objectif des forces amphibies est la capture de l’île Roanoke, qui garde l'accès à Albemarle Sound (la Baie d'Albemarle) et constitue « la clé de la porte de derrière » de la Confédération.
Côté confédéré, le brigadier-général Henry A. Wise, chargé de la défense du district de Roanoke, dispose de 3 000 hommes et de quatre batteries d'artillerie totalisant 32 canons. Ses forces navales (que Wise appelait « la flotte moustique ») se limitent à sept avisos à un seul canon commandés par William F. Lynch. Wise avait demandé avec insistance à son supérieur, le général Benjamin Huger (qui se trouvait en Virginie) de lui envoyer des renforts, mais Huger avait refusé, puis lui avait finalement envoyé de Norfolk un bataillon prélevé sur le 2e régiment de Caroline du Nord, qui s’ajouta aux troupes de réserves de Wise.
Cependant l’expédition de Burnside devait faire face à une météo si exécrable que l’annulation de l’opération fut envisagée.

## Invasion de l'île Roanoke- 7 et 8 février 1862
Les 7 et 8 février 1862, 16 navires de guerre de la force fédérale, armés de 64 canons, finirent par se présenter face à l’île Roanoke. Il y trouvèrent 3 000 Confédérés commandés par le colonel Henry M. Shaw (en). Il remplaçait son supérieur, le brigadier-général Henry A. Wise qui, malade et alité à Nag’s Head, continuait à lui faire parvenir ses ordres. Burnside et Goldsborough vainquirent les Confédérés au prix de pertes raisonnables (264 victimes dans les rangs de l'Union), firent 2 675 prisonniers. Puis ils pourchassèrent et détruisirent la « flotte moustique », qui avait réussi à s’échapper dans un premier temps, et s'emparèrent d'Elizabeth City, sur le continent (Bataille de Elizabeth City, 10 février 1862).
Burnside retourna ensuite à l’île Hatteras, y reçut des renforts, et se tourna vers son second objectif : la ville de New Bern. Étant desservie par le train, New Bern avait une grosse importance stratégique : elle pourrait servir de tête de pont pour une invasion de la Caroline du Nord, et la ligne était, dans l'intérieur, d'une importance vitale pour les Confédérés.

## Prise de New Bern, 14 mars 1862

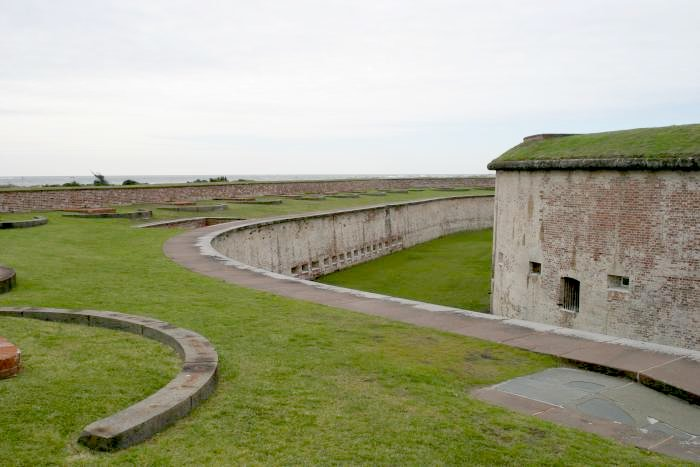
Terminé en 1834, équipé (autour de 1840) contre l'érosion marine par Robert E. Lee, enlevé aux unionistes en 1861, le Fort Macon est repris par les nordistes lors de l'expédition de Burnside. Il est actuellement inclus dans le parc d'État de Fort Macon.

Le brigadier-général Lawrence O'Bryan Branch (en) commandait les forces confédérées de New Bern. Après la chute de l'île Roanoke, Branch se prépara à faire face à l'attaque nordiste : ses 4 500 hommes (pour la plupart des « bleus » inexpérimentés) creusèrent des tranchées de part et d'autre de la ligne de chemin de fer du Atlantic & North Carolina Railroad, au sud de la ville. Mais c'est le Fort Thompson, qui commandait la rivière Neuse, qui était l'objet de toute l'attention des défenseurs : Branch, persuadé que l'attaque fédérale viendrait de là, avait même fait braquer la plupart des canons vers la rivière.
En fait le gros de l'attaque fédérale ne survint pas du côté de l'eau : Burnside attaqua New Bern par le sud, en faisant avancer ses trois brigades le long de la voie ferrée. Les fantassins confédérés, peu aguerris et pris par surprise, lâchèrent pied rapidement, s'enfuirent vers New Bern, arrivèrent à la gare et prirent d'assaut un train qui partait vers l'intérieur. Branch ordonna à ses troupes de faire retraite et de se regrouper à Kinston, qui abritait alors deux campements confédérés.

## Siège de Fort Macon, 23-26 avril 1862
Pour Burnside, les objectifs suivants étaient Morehead City, terminus de la ligne de chemin de fer Atlantic & North Carolina Railroad', et Beaufort (Caroline du Nord), sur la rive sud de la Baie de Pamlico. Le Fort Macon, commandé par le Lt. Col. Moses J. White gardait ces deux localités. Burnside envoya John G. Parke et sa brigade à l'attaque. Parke utilisa des draisines pour se déplacer le long de la voie ferrée et investit le fort, qui, après un bombardement intense, se rendit le 26 avril 1862.
Pendant le siège de Fort Macon, les Unionistes reçurent assez de renforts pour former trois brigades supplémentaires. Jesse L. Reno, à la tête de deux brigades, fut alors envoyé vers les écluses de Culpepper, sur le canal de Dismal Swamp, afin de les détruire. On pouvait en effet craindre qu'un ou des ironclads (ces nouveaux navires cuirassés à coque de fer) confédérés n'arrivent de Norfolk par cette voie d'eau. Reno et ses hommes furent arrêtés, le 19 avril 1862, près de Camden par les Confédérés du colonel Ambrose Wright : ce fut le premier revers subi par les Nordistes pendant l'expédition Burnside

## Fin de la campagne

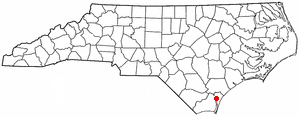
Le port de mer confédéré de Wilmington (au sud de la Caroline du Nord) ne fut pas affecté par la campagne de Burnside, et resta (avec Charleston, en Caroline du Sud) le but de tout forceur de blocus.

En mars 1862, après le Combat de Hampton Roads - les Unionistes de John E. Wool occupèrent l'arsenal de Norfolk et s'emparèrent d'Hampton Roads et du cours inférieur de la James River jusqu'à Drewry's Bluff, un point stratégique à 8 miles seulement en aval de Richmond. Mais Wilmington, grand port de mer confédéré situé plus au sud, ne fut pas touché par la campagne de Burnside. Fin juin 1862, Burnside avait occupé l'île Roanoke et plusieurs villes côtières de Caroline du Nord : New Bern, Morehead City, Beaufort et Washington. Le colonel Robert Brown Potter (en), chef de la garnison de la petite ville de Washington, envoya un de ses officiers, le lieutenant-colonel Francis A. Osborne, en reconnaissance à l'extérieur. Le 5 juin 1862, un accrochage eut lieu entre les Fédéraux et un détachement sudiste du 44th North Carolina commandé par le colonel George Singletary (qui fut tué) : ce fut le dernier affrontement de l'expédition.
En effet, alors que Robert E. Lee, le nouveau conseiller militaire du gouvernement confédéré, voyait l'importance stratégique des côtes de Caroline du Nord et commençait à y envoyer des renforts, le gouvernement de l'Union ordonnait à Burnside (qui se préparait à lancer ses troupes sur Goldsborough) de regagner la Virginie : la campagne de la Péninsule de McClellan se terminait sur un échec, et il fallait renforcer l'Armée du Potomac.
Burnside rembarqua le 6 juillet 1862 avec 7 000 hommes, qui allaient former le noyau du 9e Corps de l'US Army, et retourna en Virginie. Il laissa en place le général John G. Foster à la tête de 8 000 hommes. À la fin de l'année, Foster lança un raid contre la voie de chemin de fer Wilmington and Weldon Railroad, d'importance stratégique vitale pour les confédérés : elle les reliait au port de Wilmington. Il la détruisit en décembre 1862 et brûla le pont sur la rivière Neuse (bataille de Goldsboro Bridge). Par la suite Foster soutint une simple activité d'escarmouches.
Les côtes de Caroline du Nord ne devaient connaître à nouveau de conflit majeur qu'au début de 1865, avec la capture de Fort Fisher (qui ferma Wilmington, le dernier port de mer confédéré) et la traversée des Carolines par William T. Sherman (Bataille de Bentonville, mars 1865).

## Batailles
- Bataille de Roanoke Island (7 - 8 février 1862).
- Bataille d'Elizabeth City (10 février 1862).
- Bataille de New Bern (14 mars 1862)
- Bataille de South Mills (19 avril 1862)
- Bataille de Fort Macon (23-26 avril 1862)
- Bataille de Tranter's Creek (5 juin 1862)

## Source
- (en) Cet article est partiellement ou en totalité issu de l’article de Wikipédia en anglais intitulé « Burnside's North Carolina Expedition » (voir la liste des auteurs).

- (en) Cet article est partiellement ou en totalité issu de l’article de Wikipédia en anglais intitulé « Battle of Roanoke Island » (voir la liste des auteurs).